# Welle (Dolna Saksonia)
Welle – miejscowość i gmina położona w niemieckim kraju związkowym Dolna Saksonia, w powiecie Harburg, należy do gminy zbiorowej (niem. Samtgemeinde) Tostedt.

## Położenie geograficzne
Welle leży w północno-zachodniej części Pustaci Lüneburskiej ok. 40 km. na południowy zachód od Hamburga. Gmina znajduje się na południowym krańcu wzgórz Harburger Berge nad górnym biegiem rzeki Este. Welle leży pomiędzy gminą Otter na zachodzie a gminą Handeloh na wschodzie. Na północy sąsiaduje z dzielnicą Sprötze miasta Buchholz in der Nordheide, a na południu gmina sąsiaduje z dzielnicą Wintermoor an der Chaussee, miasta Schneverdingen w powiecie Heidekreis.

## Dzielnice gminy
W skład gminy Welle wchodzą następujące dzielnice: Kampen i Welle.

## Komunikacja
Przez Welle przebiega droga krajowa B 3 pomiędzy Schneverdingen a Buchholz in der Nordheide. Do najbliższej autostrady A1 z węzłem Rade jest ok. 15 km.